# Hans Robert Mehlig
Hans Robert Mehlig (* 28. April 1934 in Hamburg) ist ein deutscher Slawist.
Hans Robert Mehlig studierte Philosophie und Germanistik an den Universitäten Göttingen und Münster und schloss daran ein Studium der Slawistik an. Nach seiner Promotion im Jahre 1968 war er zunächst als Assistent tätig und arbeitete dann bis zu seiner Pensionierung 1999 als Wissenschaftlicher Direktor an der Universität Kiel.
Mehlig hat sich vor allem als Erforscher des russischen Verbalaspekts einen Namen gemacht, seine Beiträge zu diesem Bereich wurden auch international stark beachtet.